# Артаксеркс IV
Артаксе́ркс IV (?-336 до н. е.) — цар Персії та давньоєгипетський фараон із династії Ахеменідів, який правив із 338 до 336 року до н. е. Був наймолодшим сином Артаксеркса III Оха.

## Життєпис
За його правління, наприкінці 338 до н. е., єгиптяни під керівництвом свого вождя Хабабаша, знову здобули незалежність.
Навесні 336 до н. е. македонський цар Філіп II відрядив до Малої Азії 10 тисяч македонськиї воїнів під командуванням досвідченого полководця Парменіона. Приводом для того походу було визволення грецьких міст Малої Азії від перського панування. Деякі грецькі міста захоплено зустріли македонян. Такі міста, як Кізік, Ефес, та навіть сатрап Карії Піксодар готові були співпрацювати з Македонією.
До того ж у 336 до н. е. несподівано помер досвідчений полководець, командувач перських військ у західних районах Малої Азії Ментор Родоський.
У червні 336 до н. е. Артаксеркс, як і його батько, також став жертвою заколоту Багоя, і був убитий разом зі своєю сім'єю. Правив близько 2 років. Незважаючи на коротке правління, Арсес зумів заслужити ненависть підданих. У будь-якому разі, в одному Вавилонському тексті його ім'я згадується з прокляттям.